# Lucas Crispim
Lucas de Figueiredo Crispim (Brasilia, 19 giugno 1994) è un calciatore brasiliano, centrocampista del Buriram Utd.

## Caratteristiche tecniche
È un esterno sinistro.

## Palmarès

### Club

#### Competizioni nazionali
- Thai League: 2

Buriram United: 2023-2024, 2024-2025
- Thai FA Cup: 1

Buriram United: 2024-2025

#### Competizioni statali
- Campionato Cearense: 3

Fortaleza: 2021, 2022, 2023
- Copa do Nordeste: 1

Fortaleza: 2022